# Chiuso per lutto
Chiuso per lutto è il settimo romanzo di Gianni Simoni (2013), con protagonisti il commissario di polizia Miceli, prossimo alla pensione, ed il suo amico Petri ex giudice (che come l'autore ha deciso di prepensionarsi dal mondo giudiziario che non riusciva più a sopportare).

## Trama
Petri riceve la telefonata di Miceli che a causa della legge Fornero non potrà andare in pensione nonostante a capo del commissariato gli sia già succeduta la giovane Grazia Bruni. Petri cercherà di far convivere i due antagonisti trovandosi coinvolto in due casi di omicidio probabilmente collegati: un macellaio è stato accoltellato dalla moglie che cercava di difendersi dai suoi maltrattamenti ed un anziano è stato ucciso da un ladro.
Curiosamente nelle indagini sono implicate due donne che hanno stuzzicato la senile sessualità di Petri.